# Siderone rogerii
Siderone rogerii är en fjärilsart som beskrevs av Jean Baptiste Godart 1824. Siderone rogerii ingår i släktet Siderone och familjen praktfjärilar. Inga underarter finns listade i Catalogue of Life.